# Maḩalleh-ye Qādehār
Maḩalleh-ye Qādehār (persiska: قادهار, غَدهَر, Qādehār, محله قادهار) är en bondby i Iran.   Den ligger i provinsen Hormozgan, i den sydöstra delen av landet, 1 000 km söder om huvudstaden Teheran. Maḩalleh-ye Qādehār ligger 97 meter över havet och antalet invånare är 252.
Terrängen runt Maḩalleh-ye Qādehār är lite kuperad. Runt Maḩalleh-ye Qādehār är det ganska glesbefolkat, med 50 invånare per kvadratkilometer. Närmaste större samhälle är Banūband, 19,7 km väster om Maḩalleh-ye Qādehār. Trakten runt Maḩalleh-ye Qādehār är ofruktbar med lite eller ingen växtlighet.